# José Tafarel Ferreira
José Tafarel Ferreira (Maracay, Venezuela, 28 de julio de 1989) es un futbolista profesional venezolano, se desempeña en el terreno de juego como defensa central y su actual equipo es el Delfines del Este FC de la Liga Dominicana de Fútbol.

## Clubes
| Club                  | País                 | Año           |
| --------------------- | -------------------- | ------------- |
| Caracas FC            | Venezuela            | 2008 - 2009   |
| Unión Atlético Aragua | Venezuela            | 2010 - 2011   |
| UCV FC                | Venezuela            | 2011 - 2012   |
| Cesager FC            | Venezuela            | 2012 - 2013   |
| Al-Ahed SC            | Líbano               | 2013 - 2014   |
| Unión Deportiva Lara  | Venezuela            | 2014 - 2015   |
| Atlántico FC          | República Dominicana | 2015-2016     |
| Cibao FC              | República Dominicana | 2016-2018     |
| CA San Francisco      | República Dominicana | 2018-2021     |
| Delfines del Este FC  | República Dominicana | 2022-presente |

## Palmarés

### Campeonato Nacionales
| Título                    | Club     | País                 | Año  |
| ------------------------- | -------- | -------------------- | ---- |
| Liga Dominicana de Fútbol | Cibao FC | República Dominicana | 2018 |

### Campeonato Internacionales
| Título                         | Club     | País                 | Año  |
| ------------------------------ | -------- | -------------------- | ---- |
| Campeonato de Clubes de la CFU | Cibao FC | República Dominicana | 2017 |

## Distinciones individuales
| Distinción                                       | País                 | Año  |
| ------------------------------------------------ | -------------------- | ---- |
| Mejor Defensor Central Liga Dominicana de Fútbol | República Dominicana | 2015 |